# Выгорницкий, Александр Иванович
Александр Иванович Выгорницкий (1 июня 1868—1941) — русский военный востоковед и педагог, генерал-майор.

## Биография
Учился в Симбирском кадетском корпусе и 2-е военном Константиновском училище. После окончания последнего служил в 76-м пехотном Кубанском полку, в 1891 году получив чин поручика.
В 1892—1895 годах учился на офицерских курсах восточных языков при учебном отделении Азиатского департамента Министерства Иностранных дел. После этого в феврале 1896 года был направлен в Индию с целью улучшения практического владения языком урду, где и пробыл в течение полутора лет. Находясь в Индии, подал в Генштаб записку о необходимости создания там российского консульства, оказавшую значительное влияние на положительное решение данного вопроса. Там же Выгорницким была создана «Грамматика языка индустани или урду, составленная по английским источникам Плята и Форбесса», в 1897 году изданная в Петербурге.
В 1897 году был назначен преподавателем на двухлетних курсах языка хиндустани (урду), открытых в Ташкенте для офицеров Туркестанского военного округа (аналогичные курсы были учреждены и в Ашхабаде — центре Закаспийской области). В 1898 году был произведён в штабс-капитаны. Тогда же в Ташкенте был издан второй лингвистический труд Выгорницкого: «Пособие для изучения языка индустани (урду) и военный словарь русско-индустани». В 1899 году, выпустив первый набор учеников, снова отправился в Индию — теперь уже в качестве внештатного переводчика генерального консульства в Бомбее, после чего курсы в Ташкенте и Ашхабаде были объединены. Вышел в запас (1901-1904), определен из запаса в 1-й Туркестанский стр. б-н, и.д. комиссара Ташкентской поземельно-податной комиссии (1907), подполковник (1908), комиссар Ташкентской поземельно-податной комиссии, полковник (1912).
Участвовал в Первой мировой войне, командир 494-го пех. Верейского полка, генерал-майор (с 12.10.1917). После революции эмигрировал, жил и умер в Иране.
Награды: ордена Св. Станислава 3-й ст. (1901); Св. Анны 3-й ст. (1911); Св. Владимира 4-й ст. (ВП 22.09.1915); Св. Владимира 3-й ст. с мечами (ВП 20.01.1916); Св. Станислава 2-й ст. (утв. ВП 13.12.1916).